# Diócesis de Escilio
La diócesis de Scillium o Escilio es una sede titular episcopal de la Iglesia católica. 
Tal vez el nombre latino fuera Scilium o posiblemente Scilli o Scili. La ciudad es mencionada en el siglo vii por Georgius Cyprius con el nombre de Schele.

## Historia
Scillium, es una antigua ciudad no identificada de Numidia, en el África romana, cercana a Cartago.
El 17 de julio de 180, seis cristianos sufrieron martirio en Escilio por negarse a rechazar el cristianismo y a jurar por el genius del emperador. En las actas  Passio sanctorum Scillitanorum se recogen el acta proconsular del proceso y del martirio. Más tarde, se les dedicó una basílica en la que predicaba San Agustín.
Scillium era el lugar nativo de San Cucufate, martirizado en Barcelona y de San Félix, martirizado en Gerona.

## Obispos diocesanos
Se mencionan dos de sus obispos de la antigüedad, como sufragánea de Cartago en África Proconsular:
- Squillacius, presente en la Conferencia de Cartago, 411.
- Pariator, quien firmó la carta dirigida en 646 por el concilio del proconsulado al patriarca Pablo de Constantinopla contra los monotelitas.

## Obispos titulares
La diócesis de Scillium es en la actualidad un obispado titular de la Iglesia católica, con los siguientes obispos:
- Edmond Francis Prendergast (1896-1911)
- Ramón Fernández y Balbuena (1911-1922)
- Benjamin Joseph Keiley (1922-1925)
- Michal Bubnić (1925-1939)
- Joseph Sak (1939-1946)
- João Batista Costa (1946-1978)
- Pedro de Guzmán Magugat (1979-1985)
- Oscar Mario Brown Jiménez (1985-1994)
- Edward Janiak (1996-2012)
- Yury Kasabutski (2013-...)